# Henri Delteil
Pour les articles homonymes, voir Delteil.
 (octobre 2024).
Henri Delteil est un général français, né le 25 décembre 1903 à Riom-ès-Montagnes et mort dans la même ville le 22 mars 1980. Il fut, en 1954, le signataire pour la France des accords de Genève, mettant fin à la guerre d'Indochine.

## Biographie
Henri, Noël, Barthélemy Delteil est le quatrième enfant d'une famille de neuf.
Après des études solides « chez les Pères » à Aurillac au collège Saint-Eugène, puis à Clermont-Ferrand à l'école Massillon, il est en classe préparatoire à Sainte-Geneviève des Bois[Information douteuse], et est admis au mois d'octobre 1922 à l'école spéciale militaire de Saint-Cyr, Il sort en 1924, promotion « Metz et Strasbourg » (la même que celle du futur maréchal Leclerc).
Il sort dans l'infanterie coloniale et, après quelques mois en Tunisie, il est envoyé au Maroc en pleine guerre du Rif. Jeune lieutenant audacieux, il est blessé au combat le 28 mai 1925, ce qui lui vaut la croix de chevalier de la Légion d'honneur, et à ce titre exceptionnel, la fierté d'être le plus jeune récipiendaire, il a juste 22 ans.
Affecté en Mauritanie, il y effectue deux séjours dans les unités méharistes (1927-1929 et 1930-1932) et y gagne une citation à l'ordre des troupes de l'Afrique-Occidentale française.
En 1933, le capitaine Delteil est nommé à Paris, à l'état-major du Corps d'armée colonial, avant de repartir pour Indochine.
De 1936 à 1938, il séjourne dans la haute région du Tonkin, comme chef de poste à Muong Khuong, non loin de Lao Kay, à la frontière chinoise. Rentré à Paris en septembre 1938, il est affecté à la section d'Outre-mer de l'État-Major des Armées, ce qui lui permet de mieux appréhender les problèmes que pose la défense de l'Empire.
A la déclaration de guerre, il demande à rejoindre une unité combattante et il est affecté au 1er régiment d'infanterie coloniale avec lequel il fait toute la campagne de 1939-1940. Fait prisonnier en juin 1940, il s'évade de l'École normale de Nancy au moment de son transfert en Allemagne le 1er septembre, et rejoint la zone libre pour se placer à la disposition de ses supérieurs. Il est alors affecté à Dakar au 7e puis au 4e RTS et est promu chef de bataillon. Dans les rangs de la 9e DIC reconstituée fin 1943, le 4e RTS participe au débarquement de Provence et le lieutenant-colonel Delteil se distingue dans les combats pour Toulon. Le 4e RTS est amalgamé avec les contingents issus du maquis et devient le 21e RIC qui combat en Alsace puis en Allemagne avec la Première armée française. Blessé à nouveau sur le front vosgien le 22 février 1945, le colonel Delteil prend le commandement du régiment le 26 mars.
La guerre est à peine terminée que la 9e DIC est désignée pour réoccuper l'Indochine française.
Le colonel Delteil et le 21e RIC embarquent à Marseille pour Saigon, à bord d'un Liberty ship américain, le Lake Charles Victory, dont l'équipage ne cherche pas à dissimuler sa profonde hostilité à ce qu'il considère comme une expédition coloniale dépassée et contraire aux valeurs de l'Amérique.
En Cochinchine, le 21e RIC est chargé d'occuper et de pacifier le nord-ouest de la province, de Saigon à la frontière cambodgienne. Le combat est difficile, face à un ennemi qui se dissimule dans la population et n'hésite pas devant les atrocités pour affirmer son emprise.
Au mois de mars 1946, le régiment embarque pour le Tonkin, où le colonel Delteil se voit confier, sous l'autorité du général Valluy commandant en chef au Tonkin, le commandement opérationnel des forces françaises stationnées au nord.
Rapatrié sanitaire[pourquoi ?] en août 1946, il abandonne pour des années l'Indochine.
En 1948, il est affecté à Madagascar avec la mission d'achever la pacification de la province de Tamatave après l'insurrection de mars 1947. Il s'agit de rallier et de désarmer les populations - dont beaucoup se sont enfuis dans la forêt - et ce, sans faire usage de la force. Il y réussit ce qui lui vaut une nouvelle citation à l'ordre de l'armée.
Après un stage à l'Institut des hautes études de défense nationale (1951 - 1952), il prend le commandement de la subdivision du Mans.
En 1953, il est nommé adjoint aux forces terrestres françaises au Vietnam du Sud. Son prédécesseur à la tête du 21e RIC, le général Bourgund, désigné pour prendre le commandement du Centre Annam, lui demande de l'accompagner comme adjoint opérationnel. En mars 1954 le général Navarre le prend comme adjoint, chargé des troupes stationnées en Cochinchine.
À la suite de sa promotion au grade de général le 1er mai 1954, il reçoit la responsabilité d'être le représentant personnel du commandant en chef à la conférence de Genève. C'est en tant que président de la commission militaire française qu'il a à négocier avec ses interlocuteurs vietminh, les conditions d'un cessez-le-feu et le désengagement des forces armées,.
Après avoir signé les accords du 21 juillet, il retourne en Indochine, d'abord à la commission mixte d'application puis à la tête d'une division en Centre Annam pour contrôler le dix-septième parallèle.
Il quitte définitivement l'Indochine en juillet 1955.
Il y a effectué trois séjours et a connu trois étapes essentielles, de l'Empire triomphant en 1936-1938 à la fin dramatique de 1953 à 1955 en passant par la réinstallation en 1945-1946.
Nommé directeur des troupes coloniales en juillet 1955, il reçoit sa troisième étoile en août 1958 et est chargé du commandement supérieur des forces françaises de l'océan Indien à Tananarive de novembre 1958 à mai 1961.
Promu général de corps d'armée en mars 1961, il commande jusqu'à son départ à la retraite le 25 décembre 1963 la quatrième région militaire à Bordeaux. Henri Delteil est mort le 22 mars 1980 à Riom-ès-Montagnes.

## Distinctions
- Grand officier de la Légion d'honneur[3]

## Source
Mémoire de Béatrice Bourlaud (1990)[source insuffisante].